# Underground (canción de Evermore)
«Underground» es una canción y un sencillo de la banda de rock alternativo de Nueva Zelanda, Evermore, y es el primer sencillo de su álbum recopilatorio homónimo, lanzado el 12 de marzo de 2010 por el sello discográfico Warner Music. 
El sencillo es una de las tres nuevas canciones del grupo, junto con "Throwitaway" y "This Is Love". La canción fue lanzada a la radio australiana el 21 de enero de 2010, junto con el video musical que hizo su debut en la página oficial de la banda en YouTube, y estuvo disponible para su descarga en las tiendas de iTunes europeas el 17 de octubre de 2009.

## Significado
"Underground" es una canción sobre, según el baterista del grupo, Dann Hume, de sus recuerdos de una noche de fiesta en Londres. La canción tiene referencias acerca de la vía férrea del subterráneo londinense. 
La portada del sencillo utiliza un cartel de subte de estilo inglés que dice "Underground". La banda tuvo la idea de escribir una canción sobre ello cuando se encontraron en la entrada del metro de Londres cuando estuvieron de gira por el Reino Unido.

## Vídeo musical
El vídeo musical se estrenó en la madrugada del 22 de enero de 2010 en el canal oficial de la banda en YouTube. El vídeo fue rodado por el cantante Jon Hume, y contiene muchos videos cortos de la banda tocando en una pequeña habitación de madera oscura con paredes cubiertas de imágenes de carreteras y las señales de advertencia, mientras los miembros de Evermore están tocando en la habitación. 
Jon comienza a bajar por una escalera y los demás miembros, Peter y Dann se ven a tocando el bajo y la batería a su alrededor. Jon entonces comienza a ser perseguido por gente vestida con disfraces de animales y, como se encuentra ebrio, se asusta y empieza a correr escaleras abajo. Como Jon continua bajando al subsuelo, se encuentra tratando de conseguir pasar a través de las mujeres que están tratando de darle un abrazo en un ambiente festivo con luces intermitentes, baile y brillo por todas partes. El vídeo finalmente termina con Jon cayendo al suelo mientras las mujeres lo siguen buscando.

## Lista de canciones

### Sencillo deiTunes
Todas las canciones escritas y compuestas por Evermore. 
| iTunes single |               |          |  |
| N.º           | Título        | Duración |  |
| 1.            | «Underground» | 3:39     |  |
| 3:39          |               |          |  |

## Posición en las listas
| Lista (2010)                  | Posición |
| ----------------------------- | -------- |
| ARIA Singles Chart            | 53       |
| ARIA Australian Singles Chart | 8        |

## Personal
- Jon Hume - vocales, guitarra
- Peter Hume - vocales, teclados, bajo
- Dann Hume - vocales, batería